# 新生儿Fc受体
人新生儿可结晶片段受体（英語：Neonatal fragment crystallizable (Fc) receptor, FcRn, IgG receptor FcRn large subunit p51, or Brambell receptor）蛋白由 FCGRT基因编码。它的结构与MHC Ⅰ類分子相似。化学式为：C1747H2682O528N460S9，啮齿类动物的FcRn最初被确定为通过母亲的乳汁从母亲转运母体免疫球蛋白G到新生后代的受体，名称由此而来。人类FcRn存在于胎盘并在那里转运母亲的IgG到生长中的胎儿。FcRn还在调节IgG和血清白蛋白代谢中起作用。新生儿Fc受体的表达被促炎细胞因子肿瘤坏死因子正调控，被γ-干扰素负调控。